# Храм Александра Невског (Сарајево)
Храм Светог кнеза Александра Невског (рус. Церковь Светого Благоверного и Великого Кнеза Александра Невского) назван и Руска црква је био храм Руске православне цркве. Храм је отворен почетком 1920-их углавном за потребе Руса, који су у склопу Руског кадетског корпуса у периоду од 1920-1929. живјели у Сарајеву, као и за потребе малобројне православне заједнице руског народа, који су у том времену настањивали град на Миљацки.

## Први руски кадетски корпус „Велики војвода Константин Константинович”
Први руски кадетски корпус „Велики војвода Константин Константинович” је био руска војна установа, са образовним програмом за средње школе чији задатак је био потпуна припрема руских младића за војну каријеру, а постојао је у Краљевини Југославији у периоду од 1920 до 1940, затим у Недићевој Србији од 1941-1944, и на територији Аустрије током 1945. године. У марту 1920. године у Касарну Краљ Петар I Ослободилац у центру Сарајева (бивша аустроугарска касарна Франц Јозеф), долази 263 кадета, и 40 чланова особља, учитељи и професори Руског кадетског корпуса, основаног на Криму. Током 1925. године придружује им се 35 кадета из Шангаја. Директор ове установе је био генерал пуковник Борис Викторович Адамович.
Корпус је формиран комбиновањем војног кадра Кијевског и Одеског кадетског корпуса. Првом руском копусу, је такође припојен људски кадар, материјални ресурси и традиција васпитања Полоцкога, Полтавскога, Владикавказскога, Донскога, Сибирскога и Хабаровскога кадетског корпуса. Овај корпус је био први кадетски корпус у иностранству и посљедњи кадетски корпус у руској војној историји. Овај корпус је био смјештен у Сарајеву од 1920. године до 1929. године у Касарни „Краљ Петар”.

## Руска заједница у Сарајеву
Руска православна црква Светог кнеза Александра Невског, је била организована црквена јединица Руске заграничне цркве. Многе руске породице које су пребјегле у Турску, морале су да напусте Турску државу јер Кемал Ататурк је склопио договор да се сви Руси са територије Турске врате у Русију и тада је почео општи бјег Руса према Бугарској, а из Бугарске у Југославију, а један дио тих Руса, више стотина породица је дошло у Сарајево. Те породице су представљале интелектуални крем за тадашње Сарајево. До 5. септембра 1929. године, док је у Сарајеву, био Први руски „Велики Војвода Константин Константинович” кадетски корпуса, сарајевски Руси могли су да посјећују руску корпусну цркву, али након одласка Корпуса у Белу Цркву, Руси су одлучили да оснују нову парохију и опреме богослужбени простор. Ускоро је у Сарајево послат управо протојереј Алексеј Крижко, који је додијељен Војној болници. Према попису становништва из 1931. у Сарајеву је живјело 616 Руса, док је црквена заједница бројала око 60-70 сталних посјетилаца.

## Историја руске православне цркве Светог кнеза Александра Невског у Сарајеву

### Црква Првог руског кадетског корпуса
Први руски кадетски корпус „Велики војвода Константин Константинович” је био смјештен у Сарајеву од 1920. године до 1929. године у Касарни „Краљ Петар”, у којој се налазио и први руски богослужбени простор у Сарајеву. Након доласка у Сарајево и касарну „Краљ Петар”, један од првих задатака који су руски кадети поставили је било опремање једне просторије у сврху вјерског објекта. Комплетну унутрашњост кадетске цркве су одрадили управо руски кадети и упосленици Првог корпуса, почевши од иконостаса који је настао као резултат рада капетана Г. Л. Реммета и кадета, будућег умјетника, Всеволода Судзиловскога. Икона Нерукотвореног образа Господа Исуса Христа , која се налазила у централном дијелу, била је симбол Симбирског кадетског корпуса. Црква је била смјештена у црквеној сали на трећем спрату. Прво Бдијење је прослављено 26. марта 1921. а црква је освештана у име Светог благовјерног и великог кнеза Александра Невскога. неопходни инвентар, као и црквене књиге су привремено посуђене од српске православне цркве у Сарајеву, уз благослов дабробосанског митрополита Петра Зимоњића. Војни Настојатељ је био учитељ права Сергеј Троицкиј, ктитор пуковник Николај Петрович Кадиан и црквени настојатељ пуковник Ијнко Доровски. Парохијана нису били само кадети, него и сви руски становници Сарајева. Током прве године службовања, све док није опремљен простор за цркву, кадети су присуствовали богослужењу у српској цркви. До 5. септембра 1929. године, док је у Сарајеву, био Први руски „Велики Војвода Константин Константинович” кадетски корпуса, сарајевски Руси могли су да посјећују руску корпусну цркву, али након одласка Корпуса у Белу Цркву, Руси су одлучили да оснују нову парохију и опреме богослужбени простор, а касније и изграде сопствену цркву.

### Нова црква у центру града
Након одласка Првог уског корпуса, престала је и да постоји корпусна црква, па је руски народ Сарајева пред себе ставио задатак, да формира своју руску православну парохију и опреми богослужбени простор. Нова црква се налазила у самом центру града, преко пута хотела Европа. Пошто се 1929. корпус одселио из Сарајева, затворена је и црква – али је ускоро после тога у градску болницу био постављен протојереј Алексеј Крижко, који је васпоставио руску цркву. Црква је 1932. године унајмила просторије бивше радионице у Деспићевој улици бр. 6, где је организована и „кућна“ црква. Црква се на овом мјесту налазила све до 1948. године. Руси нису хтјели да граде своју цркву, јер су били убјеђени да ће се они вратити у Русију. Када је 1. септембра 1933. његова светост патријарх српски Варнава приликом посете Сарајеву, посјетио и мали руски капелу у одговору на поздравне ријечи протојереја Алексеја рекао је да:
Не могу помоћи више, него да дођем у мали руски храм да се са парохијанима молим за њихову напаћену и измучену домовину
Патријарх је остао у Руској Цркви око сат времена, како би присуствовао концерту духовне музике. На концерту су наступили пјевачи српског хора „Слога” и руског црквеног хора под руководством протојереја Алексеја. После трагичне погибије Краља Александра I, 1934. године у Марсеју, у цркви је је за новчани прилог постављен велики кивот до самог плафона са двије иконе, Светог Александра невског, по коме је краљ и добио име и светог Николаја, по коме је руски цар мученик Николај II Александрович. Поред икона, налазила су се и два урезана храстова стуба са увеличане двије главе орла, југословенског и руског.

### Други свјетски рат
На територијама које су припале НДХ, радило је 5 руских цркава, у Загребу, Земуну, Сремским Карловцима, Сарајеву и у Цриквеници. Осим загребачке црквене општине, први који су признали нову титулу владике Гермогена, били су руска општина и козачки атаман из Сарајева. Председник Архијерејског Синода руске заграничне цркве, митрополит Анастасиј категорички је одбио признавање стварања неканонске Цркве, и још пре него што је архиепископ Гермоген ступио на нову дужност, забранио му је свештено служење. На челу Руске православне заграничне цркве у Сарајеву налазио се протојереј Алексеј. Он је дејствовао од оснивања парохије Руске заграничне цркве у Сарајеву, до 1948. године, када је оптужен заједно са неколицином свештеника. У Сарајеву им је суђено као информбировцима. Руска црква је одиграла важну улогу у животу сарајевски Руса.